# Hermínio Bello de Carvalho
Hermínio Bello de Carvalho (Rio de Janeiro, 28 de março de 1935) é um compositor, poeta e produtor musical brasileiro, além de ativista Cultural na linha de valorização da nacionalidade de Mário de Andrade e Heitor Villa-Lobos. Foi um dos responsáveis pelo sucesso de Clementina de Jesus, reunindo-a com o violonista Turíbio Santos e fazendo-a estrela do musical "Rosa de Ouro". O musical estreou em 1965 e contava com a grande dama do teatro de revista, Aracy Cortes, além de outros veteranos e iniciantes que constituíram o núcleo posterior de resistência do samba, de Paulinho da Viola e Elton Medeiros a Nelson Sargento e Jair do Cavaquinho.
Poeta, lançou os livros "Chove azul em teus cabelos", "Ária e percussão" e "Poemas do amor maldito". Atuou também como jornalista e cronista na Revista da Música Popular, nO Pasquim, na Leitura.
Hermínio tem parceiros ilustres como Cartola e Carlos Cachaça ("Alvorada no Morro"), Pixinguinha ("Fala Baixinho", "Isso é que é viver", "Isso não se faz"), Paulinho da Viola ("Sei lá Mangueira", "Timoneiro"), Baden Powell ("Valha-me Deus"), Dona Ivone Lara ("Mas quem disse que eu te esqueço"), Sueli Costa ("Cobras e Lagartos"), Martinho da Vila ("Retrós e Linhas"), Zé Ketti ("Cicatriz"), João de Aquino ("Patuá"), Vital Lima ("Judiarias, "Pastores da Noite").
Além disso, letrou músicas de alguns compositores brasileiros após a morte dos compositores, como é o caso de "Noites Cariocas" e "Doce de Côco" (Jacob do Bandolim), "Estrado do Sertão" (João Pernambuco) e "Senhora Rainha" (Villa-Lobos). Com Maurício Tapajós escreveu a ópera popular "João, amor e Maria" e entre outros o clássico "Mudando de Conversa", gravado por Dóris Monteiro.
Na área da produção, à frente da Funarte nos anos 70/80, criou e implantou projetos como o Projeto Pixinguinha (que percorre o país com espetáculos a preços populares), Lúcio Rangel de monografias (que impulsionaria a desértica bibliografia da MPB), Almirante de edição de discos alternativos, Ary Barroso, voltado para a divulgação da música nacional no exterior e muitos outros. Atuante no mercado de discos, Hermínio assinou clássicos atemporais como Gente da Antiga, reunindo Pixinguinha, Clementina de Jesus e João da Baiana; Fala Mangueira com Cartola, Nelson Cavaquinho, Carlos Cachaça, Odete Amaral, Clementina de Jesus, Valzinho: Um Doce Veneno, com Zezé Gonzaga e Quinteto Radamés Gnattali, só com músicas do violonista e compositor Valzinho, e outros títulos de Clementina e Pixinguinha, Isaura Garcia, Marlene e Dalva de Oliveira. Dois outros shows que levam sua assinatura foram transformados em disco e marcaram época. O encontro de Elizeth Cardoso (de quem produziria a maioria dos discos), Jacob do Bandolim e o bossanovista Zimbo Trio no Teatro João Caetano em 1968.
Na comemoração aos seus 60 anos, em 1995, foi homenageado com shows e a exposição Isso é que é viver – Homenagem aos 60 anos de Hermínio Bello de Carvalho, do Museu da Imagem e do Som no Rio, em que autografou seu livro Umas e outros. Ainda em 1995 foram lançados o livro Sessão passatempo pela Relume-Dumara, RJ, em que conta historias sobre personalidades da musica popular e dois CDs Alaíde Costa canta Hermínio Bello de Carvalho, com canções remasterizados do LP de 1982 e composições novas como a inédita O sabiá e o vento (com Vicente Barreto), e a coletânea de sua obra na série Mestres da MPB, da Warner, em que participam interpretes como Dalva de Oliveira, Maria Bethânia, Elizeth Cardoso e Gal Costa. Em 1997 idealizou o Centro de Memória da Mangueira, para a Secretaria de Estado de Educação e Cultura do Rio de Janeiro.